# Tongeren
Tongeren (Tóngere in limburghese, Toungern in fiammingo, Tongres in francese) è una piccola città d'arte belga di 29 806 abitanti situata nella provincia fiamminga del Limburgo belga, lungo il fiume Geer.
È la più antica città del Belgio, sorta come centro degli Atuatuci nella Gallia Belgica, passata poi ai Tungri e menzionata da Cesare col nome di Atuatuca Tungrorum. È anche la sede originaria della più antica diocesi belga (oggi diocesi di Liegi anche se esiste la sede titolare di Tongeren).
Il suo più insigne monumento è la Basilica di Nostra Signora (Onze-Lieve-Vrouwebasiliek), monumento gotico eretto a partire dal 1240; la città è anche sede del Museo Gallo-Romano, che conserva reperti dell'età preistorica, gallo-romani e merovingi.

## Storia
La zona di Tongeren è abitata sin dall'epoca preistorica, snodo commerciale di sale e metalli; in epoca gallica la regione fu abitata dalla tribù degli Eburoni, il cui capo Ambiorige riuscì a sconfiggere le legioni di Cesare, attirandole in una trappola. In epoca romana, la città assunse il nome latino di Atuatuca Tungorum ed ebbe un notevole sviluppo, per poi essere distrutta dai Franchi Sali nel IV secolo.
Poche documentazioni si hanno del periodo altomedioevale, durante il quale la città appartenne al regno dei Franchi.
Nel XIII secolo venne costruita la basilica di Nostra Signora in stile gotico, tuttora esistente.
Nel 1677 la città fu vittima di un devastente incendio ad opera delle truppe di Luigi XIV di Francia ed oltre un secolo fu necessario per la completa ricostruzione.
Nel 1737 fu ultimato l'attuale Stadhuis (municipio).
Nel 1866 fu eretta la statua bronzea di Ambiorige nella piazza principale.

## Monumenti e luoghi d'interesse
- La basilica di Nostra Signora, grande edificio gotico brabantino eretto nel XIII secolo e dominato dalla possente torre-portico della facciata.
- Il municipio, del XVIII secolo.
- Il museo gallo-romano
- La statua di Ambiorige, eretta nel XIX secolo.

## Galleria d'immagini

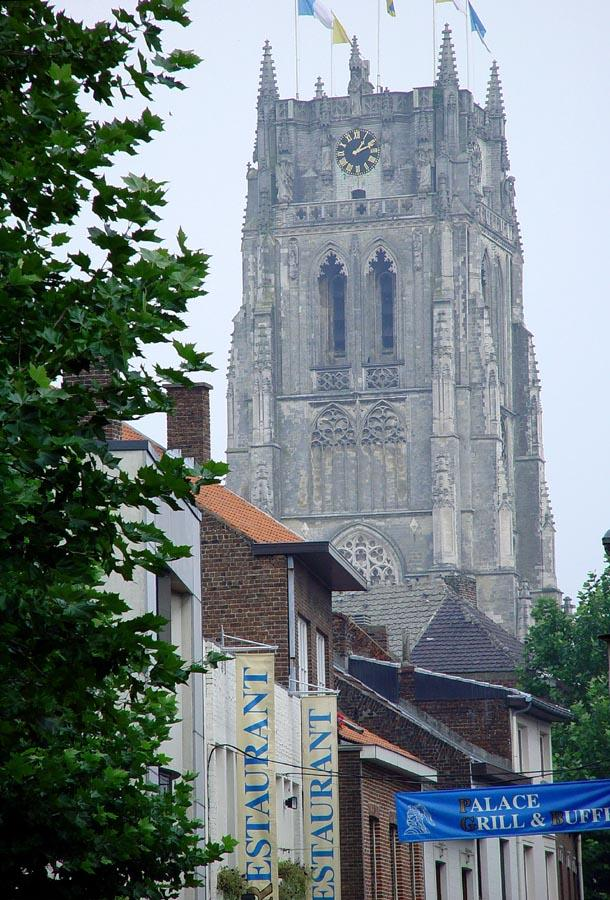
La basilica di Tongeren

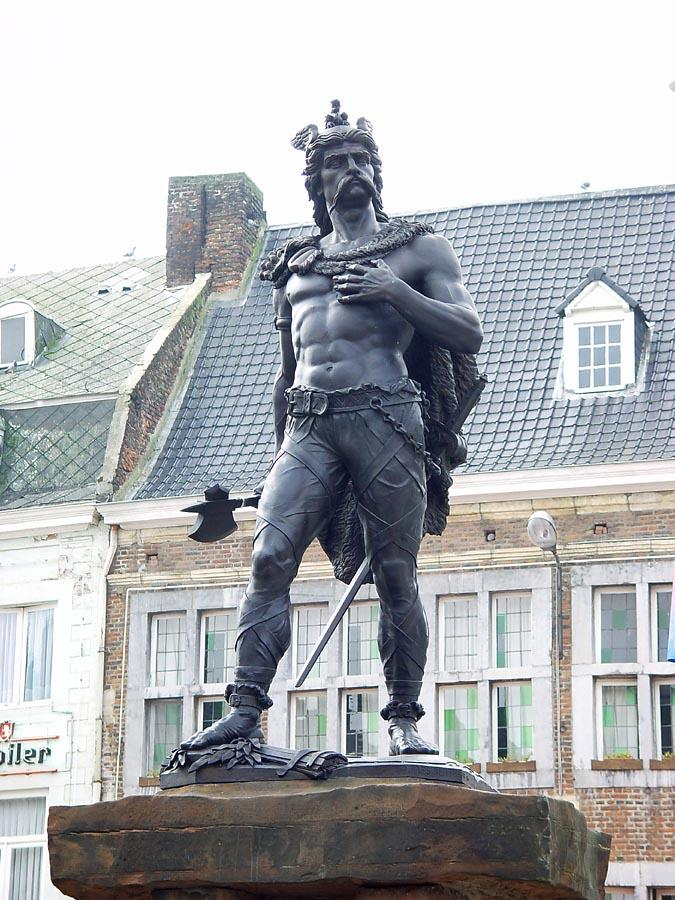
Il monumento ad Ambiorige avversario di Cesare nelle guerre galliche.

## Amministrazione

### Gemellaggi
- Kalisz